# Волконский, Григорий Андреевич
Князь Григорий Андреевич Волконский († 1645) — московский дворянин, голова и воевода во времена правления Михаила Фёдоровича
Старший из 5 сыновей князя и воеводы в Заволочье (1582), Сапожке (1617) Андрея Дмитриевича Волконского, из 1-й ветви князей Волконских. Имел братьев, князей: Ивана, Дмитрия, Лаврентия и Василия Андреевичей.

## Биография
Воевода в Венёве (1615). Не смог воспрепятствовать гетману П.К. Сагайдачному спешившему к Москве на соединение с польским королевичем Владиславом и по пути опустошившему множество городов и селений Московского государства перейти Оку под Коломной, заперся в Коломенском кремле, а после ухода войск гетмана поспешил на защиту Москвы, осаждённой Владиславом (1617). Участник московского осадного сидения (1618). Воевода  Сторожевого полка в Пронске (1622), затем там же оставлен городовым воеводой. Рязанский городовой дворянин (1627). Объезжий голова в Москве (1629). Пожалован в московское дворянство (1629-1640). Воевода в Кашире (1632-1633). В связи с угрозой крымского вторжения, воевода Передового полка в Дедилове (1634). Голова, ведал сторожевой службой в Красносельской засеке (1638). Воевода в Севске (1641).

## Семья
Жена: Александра Ивановна урождённая Сабурова — упомянута вдовой (1645), после его смерти получила на прожиток поместье мужа в Рязанском уезде, что было дано ему по ввозной грамоте (1617).
Дети:
- Князь Волконский Игнатий Григорьевич († 1668) — жилец (1643), рында (1646), сопровождал Государя в Звенигород (1650), послан под Могилев к боярину Долгорукову с милостивым словом (1661), осадный воевода в Чернигове (1662), воевода в Стародубе, где и погиб при взятии города в результате измены Брюховецкого († февраль 1668).
- Князь Волконский Иван Григорьевич († 1680) — стряпчий (1655), в том же году пожалован в стольники, участник русско-польской войны (1654-1656), жена Настасья Васильевна урождённая Коробьина.
- Князь Волконский Юрий Григорьевич († до 1669) — стряпчий (1658), жена Марфа, вдова (1669), в том же году вышла за князя Ивана Юрьевича Ухтомского.

## Критика
В книге Елизаветы Григорьевны Волконской "Род князей Волконских" (1900), год смерти князя Григория Андреевича указан († 1648), по другим историческим источникам, жена его показана вдовой († 1645), то вероятно, что и умер он в этом году, так как она вторично выходит замуж (с 1646) за князя Фёдора Андреевича Оболенского.